# Patrimônio ambiental
O Patrimônio ambiental (português brasileiro) ou Património ambiental (português europeu)  são bens de ambientais exóticos que trazem carga histórico-social considerável em todo o processo de evolução cientifica   
Trata-se de um conceito amplo que inclui aspectos materiais e imateriais dos bens ambientais, e que tem em sua origem a noção latina de patrimonĭum, o conjunto de bens pertencentes a uma pessoa. Com o passar do tempo, o patrimônio passou a designar também a herança e os direitos adquiridos pelos integrantes de uma comunidade ou grupo social, e que devem ser protegidos para que possam ser transmitidos de geração em geração. Fala-se, nesses casos, de um patrimônio coletivo ou difuso, que é justamente a categoria a que pertence o
A proteção do patrimônio coletivo, e a educação sobre ele, têm no Estado seu principal ator, visto que a natureza difusa da titularidade desse patrimônio muitas vezes dificulta sua proteção, e visto que sua proteção e difusão se traduzem em benefícios para a sociedade que muitas vezes não podem ser quantificados monetariamente. Contudo, cada vez mais a atuação do Estado é completada pela ação dos indivíduos e instituições privadas, sobretudo aquelas sem fins lucrativos, que desempenham um papel menor porém fundamental na conservação e difusão do patrimônio.
No caso das áreas detentoras de patrimônio ambiental particularmente rico ou ameaçado, frequentemente elas são afetadas em áreas protegidas como forma de assegurar a manutenção desse patrimônio e a sua transmissão às próximas gerações.

## Ver também

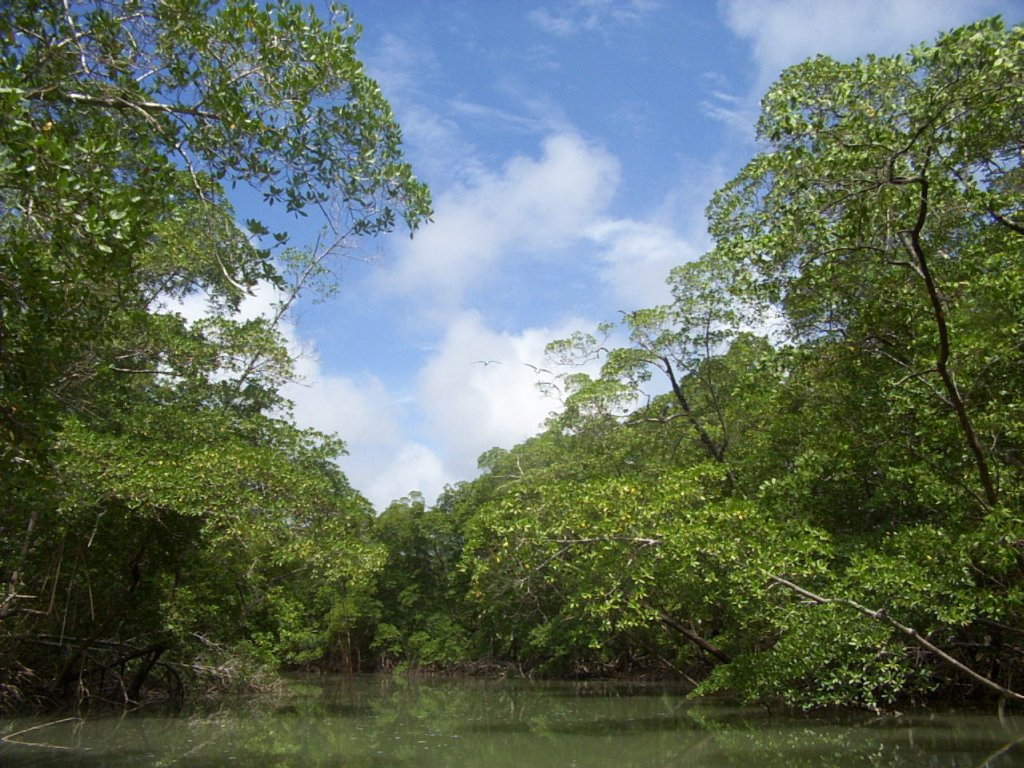
Floresta Amazônica
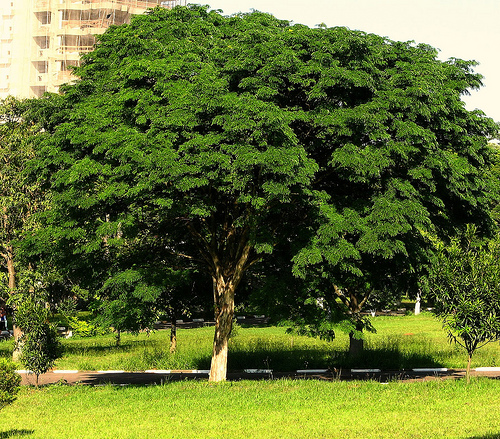
Pau-ferro